# Jessie Burnham
Jessie Irma Sampson Burnham foi uma educadora e política guianense. Em 1953 ela foi eleita para a Câmara da Assembleia ao lado de Janet Jagan e Jane Phillips-Gay, tendo elas se tornado nas primeiras mulheres a entrar para a câmara.

## Biografia
Burnham cresceu na Pike Street, no distrito de Kitty de Georgetown, onde o seu pai era membro do conselho da aldeia e director da escola metodista local. Ela estudou para ser professora e trabalhou na escola metodista de Bedford.
Nas eleições de 1953 para a Câmara da Assembleia, Burnham foi candidata do Partido Popular Progressista (PPP) em Georgetown Central. Ela foi uma das três mulheres eleitas para a Câmara juntamente com Janet Jagan e Jane Phillips-Gay, que se tornaram as primeiras mulheres numa legislatura da Guiana. O seu irmão Forbes também foi eleito e tornou-se o primeiro primeiro-ministro da Guiana. No entanto, Jessie não foi reeleita nas eleições de agosto de 1957. Em outubro de 1957, os irmãos deixaram o PPP para estabelecer o Congresso Nacional Popular (PNC), com Forbes como líder e Jessie como secretária assistente. No entanto, ela deixou o partido no ano seguinte. Depois de voltar ao PPP, ela publicou um livreto em 1964 com o título Cuidado com meu irmão.